# Бегунок Темминка
Бегунок Темминка (лат. Cursorius temminckii) — вид птиц из семейства тиркушковых. Назван в честь голландского зоолога Конрада Темминка (1778—1858)
Вид широко распространён в странах Африки южнее Сахары. Обитает в саваннах, на лугах, полях. Избегает тропических лесов и жарких пустынь.
Длина тела 20 см. Оперение красновато-коричневое. Верх головы красный. На затылке через глаза проходит чёрная полоса.
Живёт в открытых местностях с невысокой растительностью. Наземная птица. Питается насекомыми, реже семенами.